# 钝叶眼子菜
钝叶眼子菜（学名：Potamogeton obtusifolius），为眼子菜科眼子菜属下的一个种。

## 扩展阅读
維基物種上的相關：钝叶眼子菜